# Принцесса Грёза (пьеса)
«Принцесса Грёза» (в оригинале «Далёкая принцесса», фр. La Princesse lointaine)— четырёхактная драма в стихах Эдмона Ростана 1895 года.

## Постановки

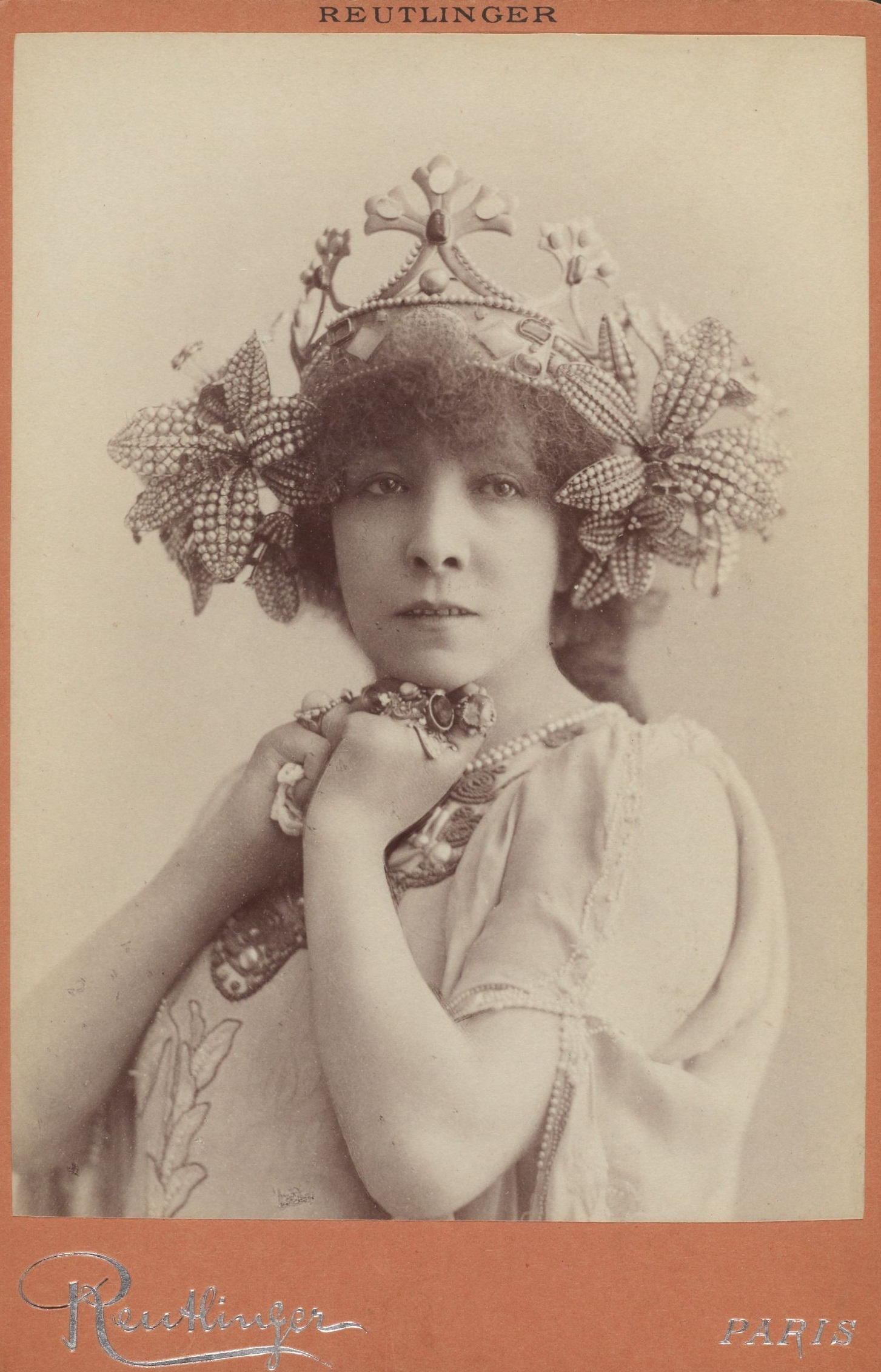
Сара Бернар в роли Мелисенды

Премьера пьесы состоялась в апреле 1895 года в парижском театре Сары Бернар «Ренессанс». Знаменитая актриса исполнила роль Мелисенды. Несмотря на успешную премьеру, пьесу сняли с репертуара после 31 представления, а Бернар потеряла на ней 200 тысяч франков. Однако это не помешало началу плотного сотрудничества молодого драматурга с актрисой: специально для неё Ростан написал свою следующую пьесу «Самаритянка», которая была исполнена Бернар в апреле 1897 года.
В России пьеса была впервые поставлена в 1896 году в переводе Т. Л. Щепкиной-Куперник труппой Литературно-артистического кружка в бенефис Л. Б. Яворской. При этом руководство театра, и прежде всего А. С. Суворин, отнеслись к пьесе отрицательно и всячески мешали работе над спектаклем. Тем не менее премьера состоялась 4 января 1896 года и имела большой, шумный успех.
Из дореволюционных постановок «Принцессы Грёза» следует отметить постановку Киевского театра Н. Н. Соловцова (1896), Петербургского Малого театра (1900) и Московского театра К. Н. Незлобина (1916).

В советское время пьеса ставилась редко. В 1922 году её играли в Ростове-на-Дону, а в 1924-м — в Самаре.

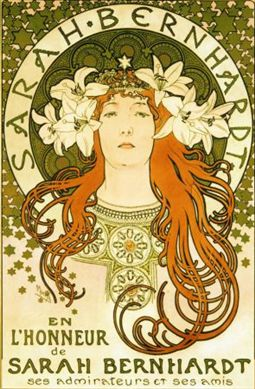
Альфонс Муха. Постер с изображением Сары Бернар в роли Принцессы Грезы. 1896

## Публикации
Во Франции книга была опубликована издательством «Шарпантье и Фаскель» в 1895 году.
В России опубликована в 1896 году отдельным изданием в переводе Т. Л. Щепкиной-Куперник (переводчицы большинства пьес Ростана). Также вошла в первый том «Полного собрания сочинений Эдмонда Ростана» 1914 года, изданного петербургским издательством А. Ф. Маркса в качестве приложения к журналу «Нива».

## Влияние
Пьеса имела ошеломительный успех у петербургской публики. Переводчица Т. Л. Щепкина-Куперник вспоминает в своих мемуарах:
Стансы из «Принцессы Грёзы» скоро стали популярны именно как доходчивый мотив шарманки. […] Появились вальсы «Принцесса Грёза», духи «Принцесса Грёза», шоколад «Принцесса Грёза», почтовая бумага с цитатами из «Принцессы Грёзы». Издание пьесы разошлось так быстро, что вскоре в газетах стали появляться объявления: «Доставившему экземпляр „Принцессы Грёзы“ будет предложено такое-то вознаграждение». Я получала письма с благодарностью. 

Помимо этого, пьеса вдохновила художников и композиторов на создание новых произведений по мотивам сюжета. Художник Михаил Врубель изобразил финальную сцену пьесы на своем знаменитом панно, которое он написал для Всероссийской художественно-промышленной выставки 1896 года в Нижнем Новгороде. Затем оно было переведено в мозаику и украсило московский отель «Метрополь». Само панно сегодня хранится в зале Врубеля в Третьяковской галерее.

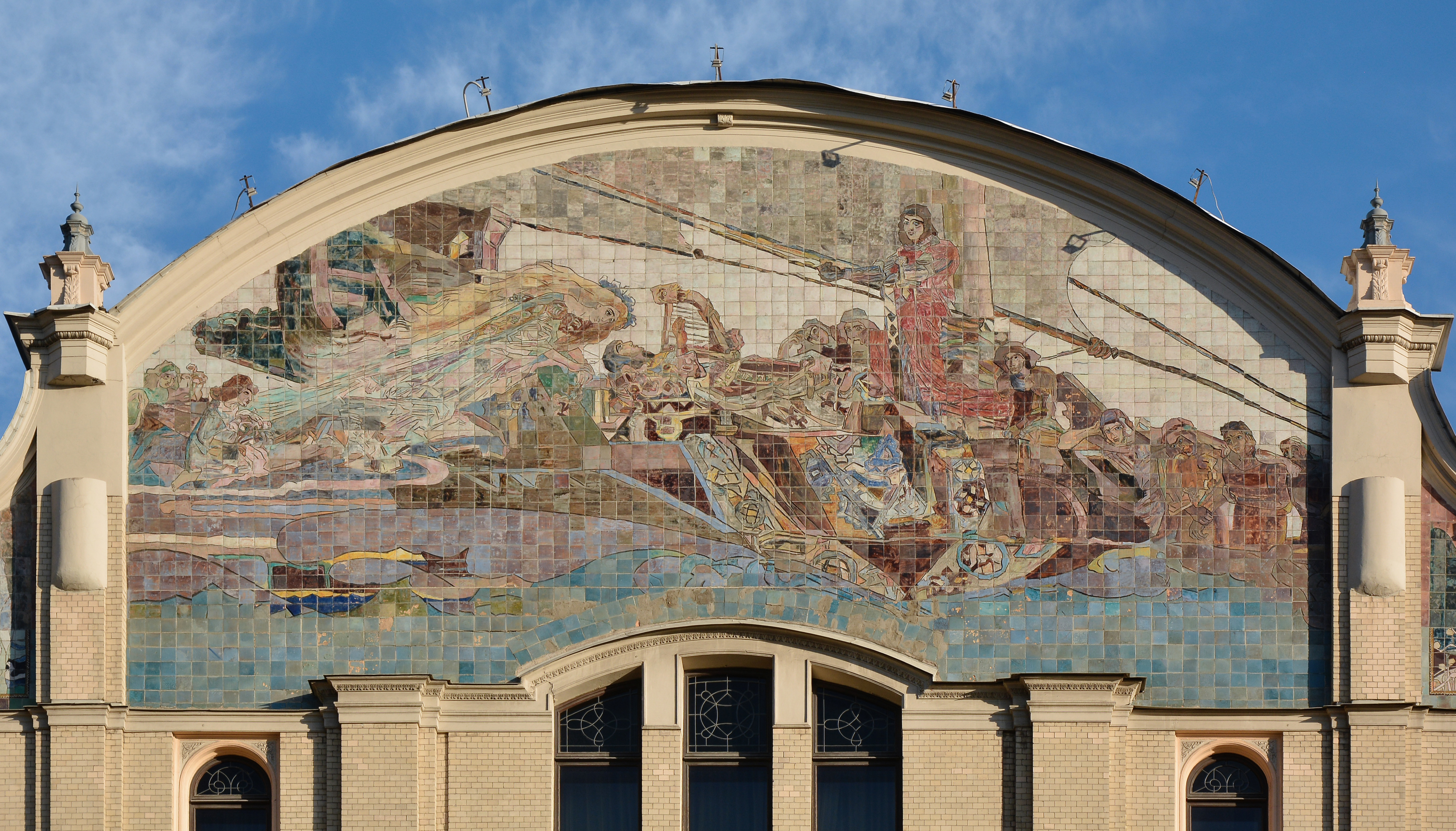
Мозаика «Принцесса Грёза» на фасаде отеля «Метрополь»